# Frank Finlay
Francis Finlay CBE (Farnworth, 6 augustus 1926 - Weybridge, 30 januari 2016), gekend als Frank Finlay was een Engels toneel-, film- en televisieacteur. Hij oogstte veel lof en erkenning voor zijn vertolking van de rol van Jago uit Shakespeare's Othello in de film Othello van Laurence Olivier uit 1965.
Finlay speelde meermaals in stukken van Dennis Potter, zo had hij in 1969 de hoofdrol in Son of Man, en speelde hij Casanova in de serie van Potter uit 1971.
In 1985 maakte Finlay deel uit van de Londense originele bezetting tijdens de opvoering van de musical Mutiny!. Hij speelde er samen met David Essex die de muziek van de musical als album uitbracht. Uit het album werd dat jaar ook de single Freedom uitgebracht, met de stemmen van Frank Finlay en de cast van Mutiny!

## Erkenning
Finlay werd door de Academy of Motion Picture Arts and Sciences genomineerd voor de Oscar voor beste mannelijke bijrol 1965 voor zijn rol van Jago uit Shakespeares Othello in de film Othello van Laurence Olivier uit 1965. Tijdens de 38ste Oscaruitreiking op 18 april 1966 kon hij de nominatie niet verzilveren. Laureaat van de Academy Award werd Martin Balsam voor diens rol in A Thousand Clowns. Hij won voor die rol wel dat voorjaar de Zilveren Schelp voor beste acteur op het Internationaal filmfestival van San Sebastián. Eerder had hij ook voor die rol op de 23e Golden Globe Awards in februari 1966 de Golden Globe Award voor Beste mannelijke bijrol aan hem zien voorbijgaan ten voordele van Oskar Werner voor diens rol in The Spy Who Came in from the Cold.
Finley werd als Commandeur van de Orde van het Britse Rijk benoemd tijdens de New Year's Honours van 1984.

## Overlijden
Finlay overleed op 30 januari 2016, waaraan Finlay overleed werd niet bekendgemaakt, wel werd bekendgemaakt dat hij gestorven was in het bijzijn van zijn familie.
Op zijn website staat vermeld dat Finlay vredig stierf in zijn huis te Weybridge, Surrey na een kort ziekbed.

## Filmografie
selectie:
- 1965: A Study in Terror van James Hill als inspecteur Lestrade
- 1966: The Deadly Bees van Freddie Francis als H.W. Manfred
- 1970: The Molly Maguires van Martin Ritt als politiekapitein Davies
- 1971: Assault van Sidney Hayers als detective chief superintendent Velyan
- 1974: The Three Musketeers van Richard Lester als Porthos
- 1974: The Four Musketeers van Richard Lester als Porthos
- 1977: Count Dracula van Philip Saville als Abraham van Helsing (televisiefilm)
- 1979: Murder by Decree van Bob Clark als inspecteur Lestrade
- 1983: La chiave van Tinto Brass als Nino Rolfe
- 1984: A Christmas Carol van Clive Donner als Jacob Marley
- 1989: The Return of the Musketeers van Richard Lester als Porthos
- 2002: The Pianist van Roman Polański als vader Szpilman
- 2003: The Statement van Norman Jewison als commissaris Vionnet

### Televisie
- Casanova (1971) als Giacomo Casanova
- The Black Adder (1983) als heksenjager Persevant
- Life Begins (2004-) als Eric Thornhill

- Biblioteca Nacional de España: XX1298595
- Bibliothèque nationale de France: cb138939330 (data)
- Gemeinsame Normdatei: 133131475
- International Standard Name Identifier: 0000 0001 0908 2936
- Library of Congress Control Number: no98116105
- Nationale Bibliotheek van Tsjechië: pna2004259309
- Nationale Bibliotheek van Israël: 987007315170605171
- Nederlandse Thesaurus van Auteursnamen: 073125172
- Istituto Centrale per il Catalogo Unico: RAVV096935
- Système universitaire de documentation: 074093657
- Trove: 1453977
- Virtual International Authority File: 62728639
- WorldCat: E39PBJm4Ktt66CDkQxrMfBKw4q